# Alenka Dovžan
Alenka Dovžan (Jesenice, 11 febbraio 1976) è un'ex sciatrice alpina slovena.

## Biografia

### Stagioni 1993-1998
Originaria di Mojstrana di Kranjska Gora, Alenka Dovžan debuttò in campo internazionale ai Mondiali juniores di Montecampione/Colere 1993. Già durante la stagione successiva raggiunse l'apice della sua carriera: in Coppa del Mondo, dopo aver ottenuto il primo piazzamento di rilievo il 28 novembre 1993 a Santa Caterina Valfurva (22ª in slalom speciale), colse la sua unica vittoria, nonché unico podio, in supergigante il 17 gennaio 1994 sulle nevi di Cortina d'Ampezzo. Nello stesso anno conquistò anche la medaglia di bronzo ai XVII Giochi olimpici invernali di Lillehammer 1994, suo esordio olimpico, nella combinata, giungendo 3ª alle spalle della svedese Pernilla Wiberg e della svizzera Vreni Schneider; si classificò inoltre 16ª nella discesa libera e non completò il supergigante, lo slalom gigante e lo slalom speciale.
Alla sua prima partecipazione iridata, Sestriere 1997, chiuse 21ª nello slalom speciale; l'anno dopo ai XVIII Giochi olimpici invernali di Nagano 1998 fu 17ª nello slalom gigante e 16ª nello slalom speciale.

### Stagioni 1999-2003
Ai Mondiali di Vail/Beaver Creek 1999 si classificò 12ª nello slalom speciale e non completò lo slalom gigante, mentre due anni dopo ai Mondiali di Sankt Anton am Arlberg 2001 fu 24ª nello slalom gigante e uscì nella seconda manche dello slalom speciale. Nella sua ultima presenza olimpica, Salt Lake City 2002, si piazzò 17ª nello slalom speciale e non completò lo slalom gigante.
Nella stagione 2002-2003 la Dovžan terminò la sua carriera agonistica: dopo aver preso parte ai Mondiali di Sankt Moritz (18ª nello slalom gigante), fu per l'ultima volta al cancelletto di partenza in Coppa del Mondo il 6 marzo a Åre (non si qualificò per la seconda manche dello slalom gigante in programma) e si congedò dal Circo bianco in occasione dei Campionati sloveni disputati a Innerkrems, il 14 aprile.

## Palmarès

### Olimpiadi
- 1 medaglia:
  - 1 bronzo (combinata a Lillehammer 1994)

### Coppa del Mondo
- Miglior piazzamento in classifica generale: 13ª nel 1994
- 1 podio:
  - 1 vittoria

#### Coppa del Mondo - vittorie
| Data            | Località          | Paese  | Specialità |
| --------------- | ----------------- | ------ | ---------- |
| 17 gennaio 1994 | Cortina d'Ampezzo | Italia | SG         |

Legenda:

SG = supergigante

### Coppa Europa
- 3 podi (dati dalla stagione 1994-1995):
  - 1 secondo posto
  - 2 terzi posti

### Nor-Am Cup
- 4 podi (dati dalla stagione 1994-1995):
  - 4 terzi posti

### South American Cup
- 1 podio (dati dalla stagione 1994-1995):
  - 1 terzo posto

### Campionati sloveni
- 9 medaglie (dati dalla stagione 1994-1995)[1]:
  - 2 ori (slalom gigante, slalom speciale nel 2000)
  - 3 argenti (slalom gigante nel 1998; supergigante nel 2000; slalom gigante nel 2003)
  - 4 bronzi (supergigante nel 1995; supergigante, slalom gigante nel 1996; slalom gigante nel 1999)